# Palmeiras (Cabo Frio)
Nota: Para outros significados, consulte Palmeiras (desambiguação).
Palmeiras é um bairro residencial da cidade de Cabo Frio bastante arborizado e composto por condomínios de casas de classe média-alta. É procurado por veranistas e moradores que desejam um clima tranquilo sem ser muito afastado do centro da cidade.
Nas Palmeiras encontra-se a "Praia das Palmeiras", nome atribuído a uma parte da Lagoa de Araruama que alcança uma parte considerável do bairro.
Uma grande parte das ruas deste bairro recebeu o nome de cidades e estados do Brasil, tais como:
- Vitória
- Paraná
- Olinda
- Porto Alegre
- Salvador
- Belo Horizonte